# Rivière du Sud (rivière La Sarre)
Pour les articles homonymes, voir Rivière du Sud.
La rivière du Sud est un affluent de la rivière La Sarre, coulant dans les municipalités de Macamic et de La  Sarre, dans la municipalité régionale de comté (MRC) de Abitibi-Ouest, dans la région administrative de l’Abitibi-Témiscamingue, au Québec, au Canada.
La Rivière du Sud coule surtout en zone agricole et traverse quelques zones de forêt. Outre la partie inférieure de ce cours d’eau (centre-ville de La Sarre), l’agriculture constitue la principale activité économique de ce bassin versant ; la foresterie, en second.
Le bassin versant de la rivière du Sud est desservi par la route 111 (sens est-ouest) et le chemin des 6e et 7e rang Est (sens est-ouest).
Annuellement, la surface de la rivière est habituellement gelée de la mi-novembre à la mi-avril, toutefois la circulation sécuritaire sur la glace se fait généralement de la mi-décembre à la fin mars. Le niveau de l'eau de la rivière varie selon les saisons et les précipitations.

## Géographie
La rivière du Sud prend sa source à la confluence de deux ruisseaux sur le côté nord-est de la  Montagne à Fred dont le sommet atteint une altitude de 321 m. Situé en zone forestière dans Macamic, cette source est située à 3,8 km au sud du chemin de fer du Canadien National ; à 9,0 km au sud-est du centre du village de La Sarre ; et à 8,7 km au sud-est du centre du village de Macamic.
Les principaux bassins versants voisins sont :
- côté nord : rivière La Sarre, rivière du Portage, rivière des Méloizes ;
- côté est : lac Macamic, ruisseau Hatherly ;
- côté sud : rivière La Sarre, ruisseau du Lièvre, rivière Palmarolle, rivière Cachée ;
- côté ouest : rivière La Sarre], lac Abitibi, rivière La Reine, rivière des Méloizes.

À partir de sa source, la rivière du Sud coule sur 26,4 km selon les segments suivants :
- 3,8 km vers l'ouest, puis le nord en coupant deux fois le chemin Langlois, jusqu’au chemin du 2e et 3e rang Est (sens est-ouest) ;
- 8,6 km vers le nord-est en coupant le chemin de fer du Canadien National, puis vers le nord-ouest, jusqu’à la route 111 (sens est-ouest) ;
- 7,2 km vers le nord-ouest, puis vers l'ouest, en formant de nombreux petits serpentins jusqu’au chemin de fer ;
- 4,1 km vers le nord-ouest en serpentant et en coupant à nouveau le chemin de fer, puis en entrant dans le centre-ville de La Sarre, jusqu’au pont de la route 393 (sens nord-sud) ;
- 2,7 km vers le nord-ouest, puis l'ouest, en sortant du centre-ville de La Sarre, jusqu’à son embouchure[2].

L’embouchure de la rivière du Sud est localisé à :
- 11,8 km au nord-est de l’embouchure de la rivière La Sarre (confluence avec le lac Abitibi) ;
- 17,3 km à l'ouest du centre du village de Macamic ;
- 21,7 km à l'est de la frontière de l’Ontario ;
- 69,5 km au nord-est de l’embouchure du Lac Abitibi (en Ontario) ;
- 65,2 km au nord-ouest du centre-ville de Rouyn-Noranda.

L’embouchure de la rivière du Sud est située dans un coude de rivière sur la rive est de la rivière La Sarre. De là, le cours de la rivière La Sarre descend vers le sud sur 7,6 km pour se déverser sur la rive nord-est de la baie La Sarre dans la partie québécoise du lac Abitibi. De là, le courant traverse le lac Abitibi vers l'ouest sur 83,4 km jusqu’à son embouchure, en contournant cinq grandes presqu’îles s’avançant vers le nord et plusieurs îles.
À partir de l’embouchure du lac Abitibi, le courant emprunte le cours de la rivière Abitibi, puis de la rivière Moose pour aller se déverser sur la rive sud de la baie James.

## Toponymie
Cet hydronyme est indiqué dans le Dictionnaire des Rivières et Lacs de la Province de Québec de 1925.
Le toponyme rivière du Sud a été officialisé le 5 décembre 1968 à la Commission de toponymie du Québec, soit à la création de cette commission.